# 宮戸道雄
宮戸 道雄（みやと みちお／どうゆう、1928年 -2019年）は、浄土真宗の僧。
滋賀県生まれ。京都大谷専修学院研究科卒業。大谷派同朋会館・補導主任。大谷派四国教区・駐在教導。奥羽、高山、長浜各教務所長。高山、長浜、各別院輪番。大谷派宗務所・企画室長、研修部長を経て、大谷派京都教区近江第11組・慶照寺住職。

## 著書
- 『仏に遇うということ』樹心社 1996
- 『念仏者の心得』法藏館 花すみれ双書 1999
- 『家族の絆 本当の自分に出遇う』樹心社 2004
- 『人間の知恵、如来の智慧 NHK「こころの時代」「宗教の時間」より』語り 金光寿郎聞手 樹心社 2011
- 『私って何だろう?』樹心社 2014

## 注
1. ↑  “【告知】2025年「まくはり会」スケジュールが決まりました | 真宗大谷派 法性山 了善寺”. 2025年6月30日閲覧。
2. ↑  『私って何だろう？』